# Basalt (Colorado)
Basalt is een plaats (town) in de Amerikaanse staat Colorado, en valt bestuurlijk gezien onder Eagle County en Pitkin County.

## Demografie
Bij de volkstelling in 2000 werd het aantal inwoners vastgesteld op 2681.
In 2006 is het aantal inwoners door het United States Census Bureau geschat op 3041, een stijging van 360 (13,4%).

## Geografie
Volgens het United States Census Bureau beslaat de plaats een oppervlakte van
5,0 km², geheel bestaande uit land. Basalt ligt op ongeveer 2015 m boven zeeniveau.

## Plaatsen in de nabije omgeving
De onderstaande figuur toont nabijgelegen plaatsen in een straal van 32 km rond Basalt.